# Nekoda Smythe-Davis
Nekoda Anitia Keros Smythe-Davis (* 22. April 1993 in London) ist eine britische Judoka, die 2018 Vizeweltmeisterin war.

## Sportliche Karriere
Die 1,57 m große Nekoda Smythe-Davis tritt im Leichtgewicht an, der Gewichtsklasse bis 57 Kilogramm. 2013 gewann sie bei den Junioreneuropameisterschaften eine Bronzemedaille. Bei den Commonwealth Games 2014 in Glasgow besiegte sie, für England startend, im Finale die Schottin Stephanie Inglis. 2016 belegte sie den fünften Platz bei den Europameisterschaften in Kasan. Bei den Olympischen Spielen in Rio de Janeiro gewann sie ihren ersten Kampf gegen die Österreicherin Sabrina Filzmoser, unterlag aber dann im Achtelfinale der Französin Automne Pavia.
2017 unterlag Nekoda-Davis im Viertelfinale der Weltmeisterschaften in Budapest der Französin Hélène Receveaux. Durch Siege in der Hoffnungsrunde über Lien Chen-Ling aus Taiwan und die für Panama kämpfende Miryam Roper erhielt Nekoda-Davis eine Bronzemedaille. Im Februar 2018 gewann sie in Düsseldorf ihr erstes Grand-Slam-Turnier. Bei den Weltmeisterschaften in Baku bezwang sie im Viertelfinale die Deutsche Theresa Stoll und im Halbfinale die mongolische Titelverteidigerin Dordschsürengiin Sumjaa. Im Finale unterlag sie der Japanerin Tsukasa Yoshida.